# Freistadt Ábrahám Júda Léb
Freistadt Ábrahám Juda Léb (1744–1808) rabbi

## Élete
28 éven át vezette a bonyhádi hitközséget. 1794-ben egy nagy tűzvész alkalmával elpusztult a zsinagóga és a tóratekercsek is elégtek. Ekkor Freistadt egy gyászverset írt, amelyet minden peszach után való szombaton elmondtak a bonyhádi templomban. E hagyomány 1944-ben, a bonyhádi zsidóság elhurcolásával szűnt meg.[forrás?]